# Xã East Whiteland, Quận Chester, Pennsylvania
Xã East Whiteland (tiếng Anh: East Whiteland Township) là một xã thuộc quận Chester, tiểu bang Pennsylvania, Hoa Kỳ. Năm 2010, dân số của xã này là 10.650 người.